# 潘帕斯區 (瓦拉斯省)
潘帕斯區（西班牙語：Distrito de Pampas Grande），是秘魯的一個區，位於該國北部安卡什大區的瓦拉斯省，面積357.81平方公里，海拔高度3,699米，2005年人口1,451，人口密度為每平方公里4.1人。